# Serge Gangolf
Serge Gangolf, né le 3 décembre 1943 à Wegnez et mort le 29 janvier 2025 à Verviers, est un sculpteur non figuratif belge.

## Biographie
Formé à l'École supérieure des arts Saint-Luc de Liège, Serge Gangolf y enseigne pendant quelque temps avant d'être nommé dans les Académies des beaux-arts de Namur et de Verviers. Il prend sa retraite d'enseignant en 2004. Cette année-là, le 15 mai, il devient membre de l’Académie royale des sciences, des lettres et des beaux-arts de Belgique.
Serge Gangolf est surtout connu pour ses sculptures et fontaines monumentales décorant des lieux publics, notamment des places et ronds-points, de petites villes de Wallonie comme Verviers,, Marche-en-Famenne, Ath, Huy, Martelange ou Arlon.
Sculpteur du métal, notamment l'inox ou l'aluminium coulé, qu'il affectionne particulièrement, Serge Gangolf fut l’un des premiers sculpteurs à utiliser l’acier Corten. Selon lui « c’est un vrai travail d’artisan ». Il a aussi travaillé le béton, le bronze, le marbre, le plâtre, la glace ou la pierre.
Son œuvre se caractérise par un grand dépouillement dans la pureté des formes géométriques et une harmonie dans le rapport entre les angles droits et les arrondis.
En 1968, Serge Gangolf loue une ferme à Lambermont, qu'il rénove peu à peu. Il s'en sert comme logement et atelier. En 2013, il reçoit un préavis de trois mois pour évacuer les lieux. Ses œuvres sont alors dispersées dans des réserves et garages de tout le pays. Depuis, le sculpteur n'a plus d'atelier. Il loue un appartement à Aubel, où il se sent confiné.
En 2020, Serge Gangolf vit de sa pension d’enseignant, qui lui permet de vivre sans revenu provenant de la sculpture.
Pendant l'été 2021, il fait un don à une vente aux enchères au profit des victimes des inondations dans sa région. Lors de cette catastrophe, La Virgule, sa sculpture en acier inoxydable posée dans l'ancien quartier patricien de Verviers, a été détruite par six voitures écrasées l'une sur l'autre. En 2011, cette œuvre avait déjà été totalement brisée par un automobiliste,. À la demande de la Ville, Serge Gangolf l'avait refaite à l’identique,.

## Décorations
Serge Gangolf est nommé en 2007 grand-officier de l'Ordre de la Couronne, puis, en 2016, grand-officier de l'Ordre de Léopold.